# 仲澤崇仁
仲澤 崇仁（なかざわ たかひと）は、日本の映像作家、アニメーター。主にNHKの音楽番組「みんなのうた」などのアニメーションを制作している。

## 作成作品一覧

### みんなのうた
- ◆は5分間1曲枠の楽曲。
- トゥモロウズ ソング（GOING UNDER GROUND）2005年8月・9月放送